# Dawson River (vattendrag i Australien, Queensland)
Dawson River är ett vattendrag i Australien. Det ligger i delstaten Queensland, omkring 540 kilometer nordväst om delstatshuvudstaden Brisbane.
I omgivningarna runt Dawson River växer huvudsakligen savannskog. Trakten runt Dawson River är nära nog obefolkad, med mindre än två invånare per kvadratkilometer. Genomsnittlig årsnederbörd är 963 millimeter. Den regnigaste månaden är januari, med i genomsnitt 213 mm nederbörd, och den torraste är augusti, med 21 mm nederbörd.